# 固下丸
固下丸屬於中醫方劑的經產劑，來自張子和，由4味中藥組成，是用以治療溼熱帶下的常用方劑，症狀常見赤白帶下。《醫方集解》將本方歸於足少陰厥陰藥。
本方的組成包括樗皮、白芍、黃柏、高良薑 。粥糊為丸，米飲下。                                               